# Sorbus californica
Sorbus californica är en rosväxtart som beskrevs av Edward Lee Greene. Sorbus californica ingår i släktet oxlar, och familjen rosväxter. Inga underarter finns listade i Catalogue of Life.

## Bildgalleri

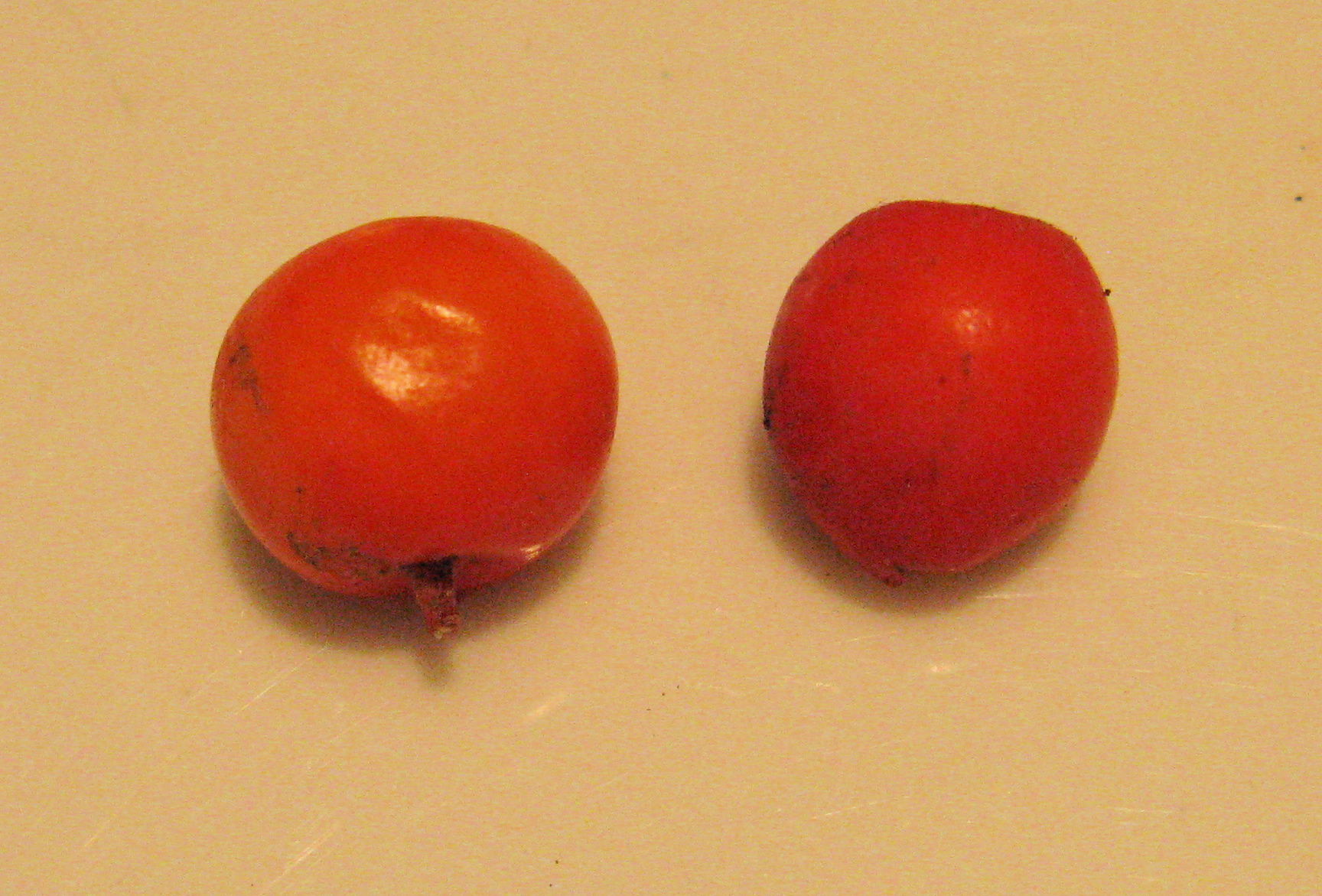
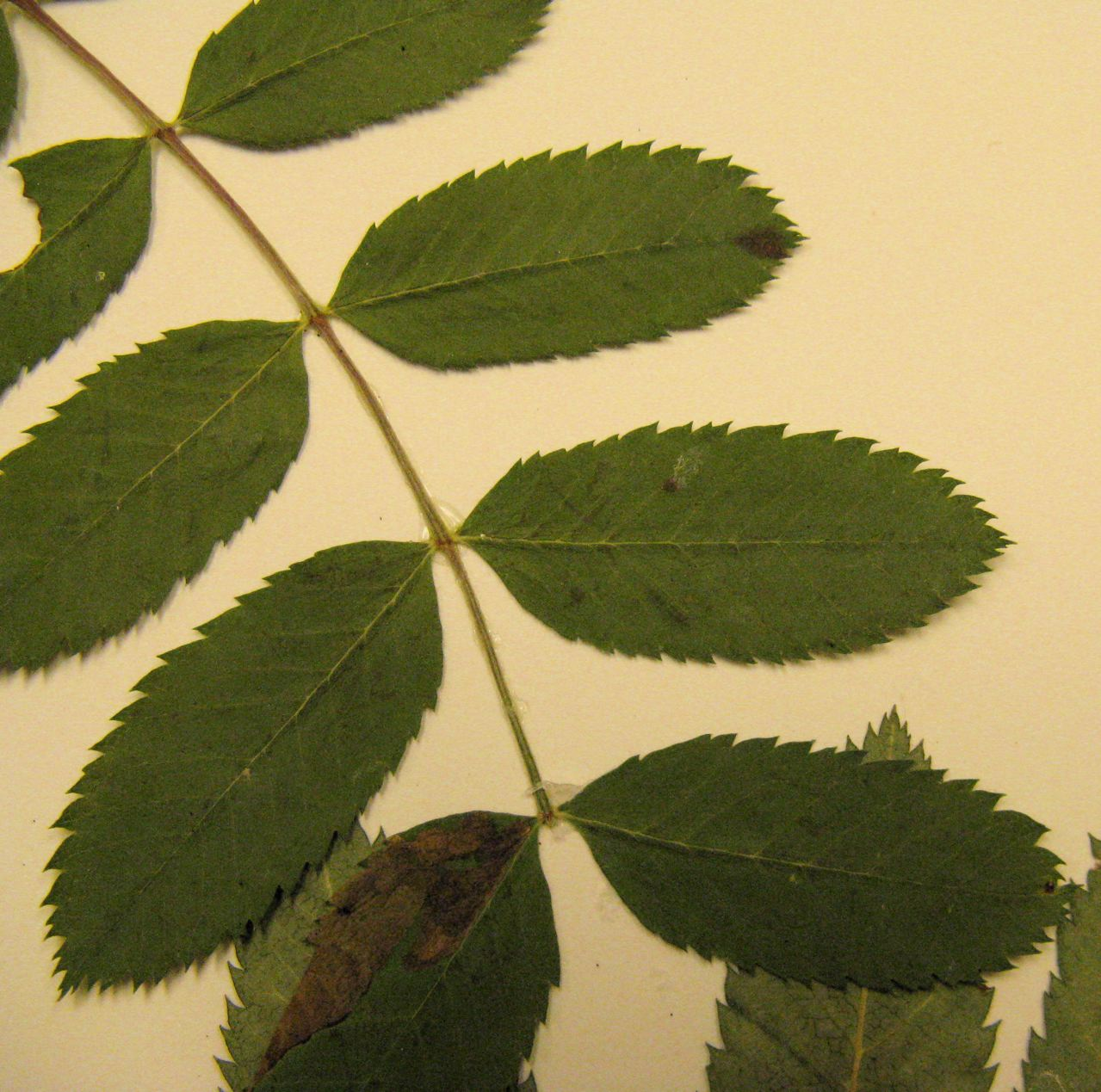
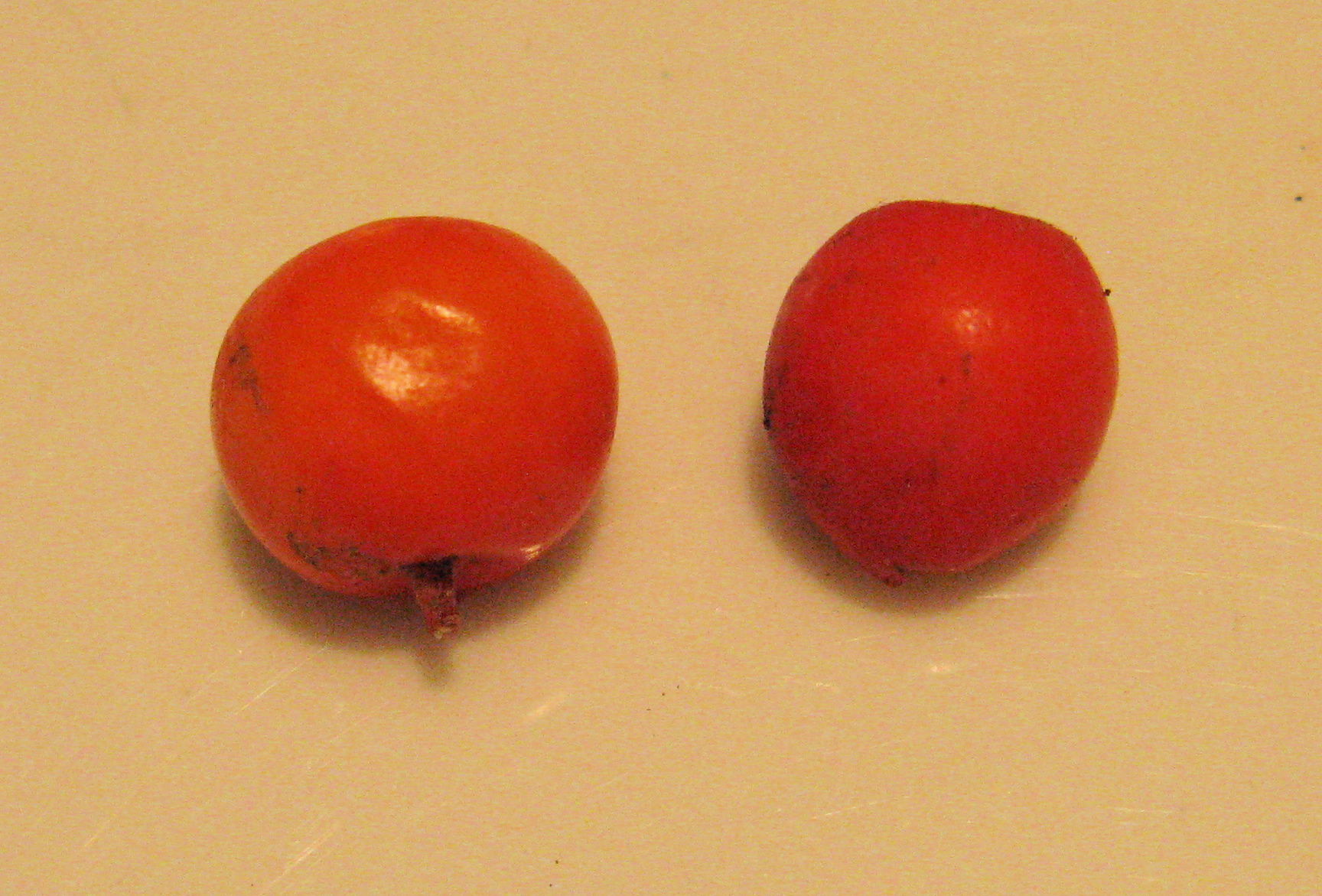
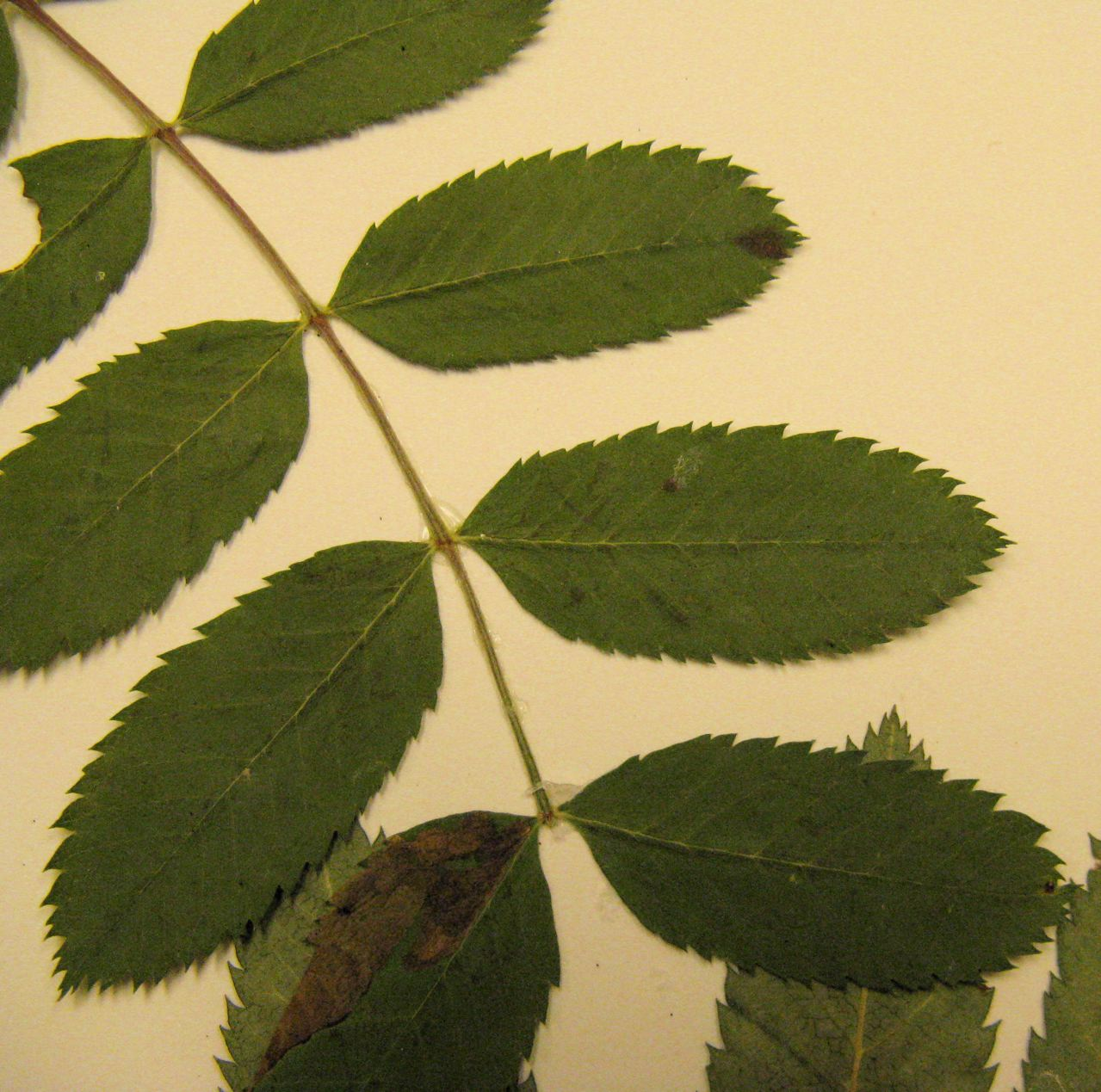